# Eusarca parallelaria
Eusarca parallelaria là một loài bướm đêm trong họ Geometridae.